# Lavernay
Lavernay ist eine französische Gemeinde mit 577 Einwohnern (Stand: 1. Januar 2022) im Département Doubs in der Region Bourgogne-Franche-Comté.

## Geographie
Lavernay liegt auf einer Höhe von 215 m über dem Meeresspiegel, etwa 16 Kilometer westlich der Stadt Besançon (Luftlinie). Das Dorf erstreckt sich in der leicht gewellten Landschaft zwischen den Flussläufen von Doubs im Süden und Ognon im Norden, in der breiten Talmulde des Ruisseau de Recologne.
Die Fläche des 7,74 km² großen Gemeindegebiets umfasst einen Abschnitt südlich des Ognon. Das Gebiet ist leicht gewellt und überwiegend von Acker- und Wiesland bestanden, daneben gibt es auch einige kleinere Waldflächen (darunter der Bois de la Côte, der Bois de la Chassignole und der Bois des Rappes). Von Süden nach Norden wird es von der teilweise mehr als ein Kilometer breiten Talung des Ruisseau de Recologne (auch Ruisseau du Breuil genannt) durchquert, der für die Entwässerung zum Ognon sorgt. Auf beiden Seiten wird das Tal von Anhöhen flankiert, welche die Talaue meist nicht mehr als 50 Meter überragen. Mit 287 m wird auf der Anhöhe westlich des Dorfes die höchste Erhebung von Lavernay erreicht. Nach Osten erstreckt sich das Gemeindeareal über das Plateau bis in das Quellgebiet des Ruisseau de Pommeau, eines rechten Seitenbaches des Ruisseau de Recologne.
Nachbargemeinden von Lavernay sind Burgille, Franey und Placey im Norden, Mazerolles-le-Salin und Villers-Buzon im Osten, Corcondray und Corcelles-Ferrières im Süden sowie Lantenne-Vertière im Westen.

## Geschichte
Im 14. Jahrhundert wurde die erste Kapelle von Lavernay erbaut. Zusammen mit der Franche-Comté gelangte das Dorf mit dem Frieden von Nimwegen 1678 definitiv an Frankreich.

## Sehenswürdigkeiten

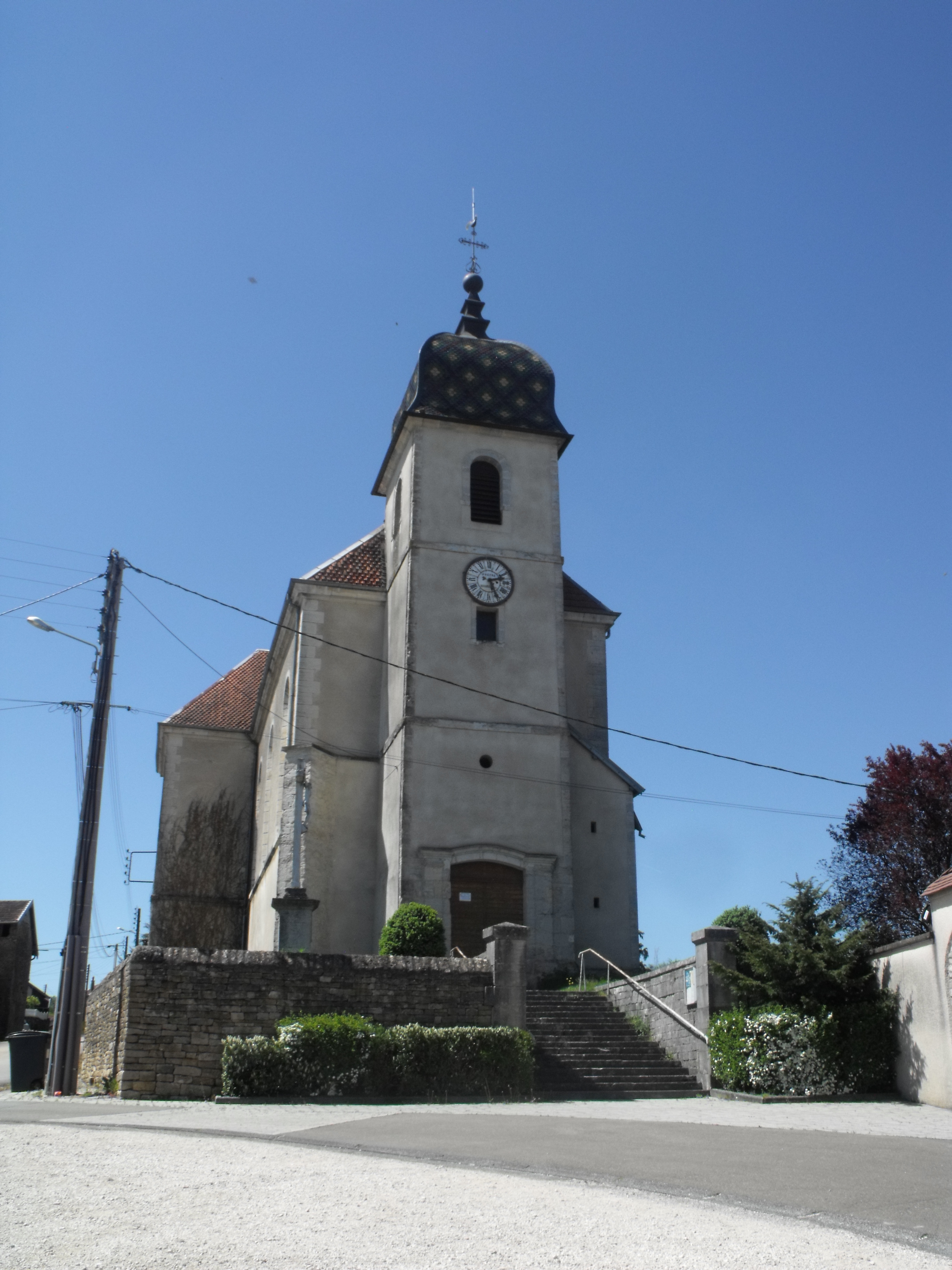
Kirche Saint-Ferréol-et-Ferjeux

Die Kirche Saint-Ferréol-et-Ferjeux wurde von 1776 bis 1786 errichtet. Von diesem Bau ist der Glockenturm erhalten, während das Schiff 1865 bis 1874 vollständig erneuert wurde.

## Bevölkerung
| Jahr                       | 1962 | 1968 | 1975 | 1982 | 1990 | 1999 | 2008 | 2018 |
| Einwohner                  | 163  | 240  | 227  | 264  | 401  | 431  | 580  | 578  |
| Quellen: Cassini und INSEE |      |      |      |      |      |      |      |      |

Mit 577 Einwohnern (Stand 1. Januar 2022) gehört Lavernay zu den kleinen Gemeinden des Départements Doubs. Nachdem die Einwohnerzahl in der ersten Hälfte des 20. Jahrhunderts deutlich abgenommen hatte (1906 wurden noch 302 Personen gezählt), wurde besonders seit Beginn der 1980er Jahre wieder ein kräftiges Bevölkerungswachstum verzeichnet. Seither hat sich die Einwohnerzahl verdoppelt.

## Wirtschaft und Infrastruktur
Lavernay war bis weit ins 20. Jahrhundert hinein ein vorwiegend durch die Landwirtschaft (Ackerbau, Obstbau und Viehzucht) geprägtes Dorf. Daneben gibt es heute einige Betriebe des lokalen Kleingewerbes sowie ein Unternehmen der Mikromechanik und eine Käserei. Mittlerweile hat sich das Dorf auch zu einer Wohngemeinde gewandelt. Viele Erwerbstätige sind Wegpendler, die in der Agglomeration Besançon ihrer Arbeit nachgehen.
Die Ortschaft liegt abseits der größeren Durchgangsachsen an einer Departementsstraße, die von Saint-Vit nach Recologne führt. Der nächste Anschluss an die Autobahn A36 befindet sich in einer Entfernung von ungefähr 14 Kilometern. Weitere Straßenverbindungen bestehen mit Lantenne-Vertière, Placey und Corcondray.